# Іоніт (вибухова речовина)
Іоніт (рос. ионит, англ. ionite, нім. Ionenaustauscher, Austauscher m, Ionit m, Basenaustauscher m) — запобіжна ВР VII класу, яка містить у своєму складі хлористий амоній і натрієву селітру. Застосовується для водорозпилення, вибухового «підрізання» дерев'яних стояків при посадці покрівлі, при ліквідації зависання гірничої маси, для дроблення негабаритів.